# Crassimarginatella
Crassimarginatella is een mosdiertjesgeslacht uit de familie van de Calloporidae en de orde Cheilostomatida. De wetenschappelijke naam ervan is in 1900 voor het eerst geldig gepubliceerd door Canu.

## Soorten
- Crassimarginatella calva (Brown, 1952)
- Crassimarginatella corniculata Tilbrook, Hayward & Gordon, 2001
- Crassimarginatella crassimarginata (Hincks, 1880)
- Crassimarginatella cucullata (Waters, 1898)
- Crassimarginatella eremitica Dick & Grischenko, 2016
- Crassimarginatella exilimargo (Canu & Bassler, 1928)
- Crassimarginatella extenuata (Dick, Tilbrook & Mawatari, 2006)
- Crassimarginatella falcata Cook, 1968
- Crassimarginatella harmeri Fransen, 1986
- Crassimarginatella japonica (Ortmann, 1890)
- Crassimarginatella kumatae (Okada, 1923)
- Crassimarginatella latens Cook, 1968
- Crassimarginatella lunata Liu, 1982
- Crassimarginatella marginalis (Kirkpatrick, 1888)
- Crassimarginatella maxillaria Tilbrook, Hayward & Gordon, 2001
- Crassimarginatella papulifera (MacGillivray, 1882)
- Crassimarginatella perlucida (Kluge, 1914)
- Crassimarginatella quadricornuta (Waters, 1918)
- Crassimarginatella similis Cook, 1968
- Crassimarginatella sinica Liu, 1982
- Crassimarginatella solidula (Hincks, 1860)
- Crassimarginatella spathulata Gordon, 1984
- Crassimarginatella spatulifera Harmer, 1926
- Crassimarginatella spinifera Silén, 1941
- Crassimarginatella tensa (Norman, 1903)
- Crassimarginatella tuberosa (Canu & Bassler, 1928)
- Crassimarginatella vincularia Gordon, 1984
- Crassimarginatella vitrea (Hincks, 1881)
- Crassimarginatella winstonae Ramalho, Taylor. & Moraes, 2018
- Crassimarginatella xiamenensis (Liu, 1999)

Niet geaccepteerde soorten:
- Crassimarginatella smitti (Osburn, 1950) → Alderina smitti Osburn, 1950
- Crassimarginatella mesitis (Marcus, 1949) → Retevirgula mesitis (Marcus, 1949)
- Crassimarginatella maderensis (Waters, 1898) → Corbulella maderensis (Waters, 1898)
- Crassimarginatella leucocypha Marcus, 1937 → Akatopora leucocypha (Marcus, 1937)
- Crassimarginatella laguncula Liu, 1991 → Corbulella laguncula (Liu, 1991)
- Crassimarginatella inconstantia (Kluge, 1914) → Platypyxis inconstantia (Kluge, 1914)
- Ondergeslacht Crassimarginatella (Corbulella) Gordon, 1984 → Corbulella Gordon, 1984
  - Crassimarginatella (Corbulella) spinosissima Gordon, 1984 → Corbulella spinosissima Gordon, 1984
- Ondergeslacht Crassimarginatella (Crassimarginatella) Canu, 1900 → Crassimarginatella Canu, 1900
  - Crassimarginatella (Crassimarginatella) electra Gordon, 1984 → Crassimarginatella calva (Brown, 1952)
  - Crassimarginatella (Crassimarginatella) spathulata Gordon, 1984 → Crassimarginatella spathulata Gordon, 1984
  - Crassimarginatella (Crassimarginatella) vincularia Gordon, 1984 → Crassimarginatella vincularia Gordon, 1984
- Crassimarginatella fossa Uttley, 1951 → Corbulella fossa (Uttley, 1951)
- Crassimarginatella electra Gordon, 1984 → Crassimarginatella calva (Brown, 1952)